# Caroline Vanhove

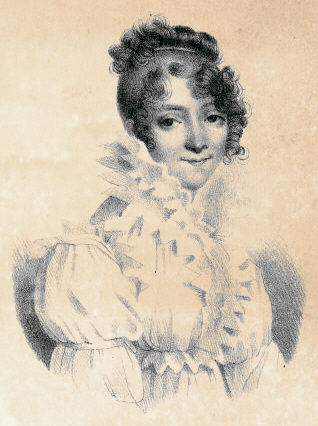
Madame veuve Talma, née Vanhove („Die Witwe Talma, geb. Vanhove“, ca. 1823–1830)

Cécile Caroline Charlotte Vanhove (* 10. September 1771 in Den Haag; † 11. April 1860 in Paris, 15e) war eine der bekanntesten Schauspielerinnen ihrer Zeit. Sie war besser bekannt als Madame Talma oder Caroline Talma.

## Biografie
Caroline Vanhove war die jüngste Tochter von Charles Joseph Vanhove (* 8. Nov 1739 ; † 27. Juni 1803), einem französischen Schauspieler der Comédie-Française. und Andrée Vanhove (geb. Coche, * 1748 La Tour du Pin, † 14. Apr. 1839). Sie hatte eine Schwester namens Juliette, über die aber wenig bekannt ist. Die Ehegatten ließen sich an einem unbestimmten Datum scheiden. So wurde in der Sterbeurkunde des Ehemannes aus dem Jahr 1803 angegeben, dass er unverheiratet war.
Über ihre Jugend ist sehr wenig bekannt, nur das sie von klein auf die Rollen von Kindern spielte und 1785 an der Sociétaire de la Comédie-Française debütierte. Ihre schauspielerischen Fähigkeiten ermöglichten es ihr, im Alter von 14 Jahren die Titelrolle in Jean Racines Iphigenie zu spielen.

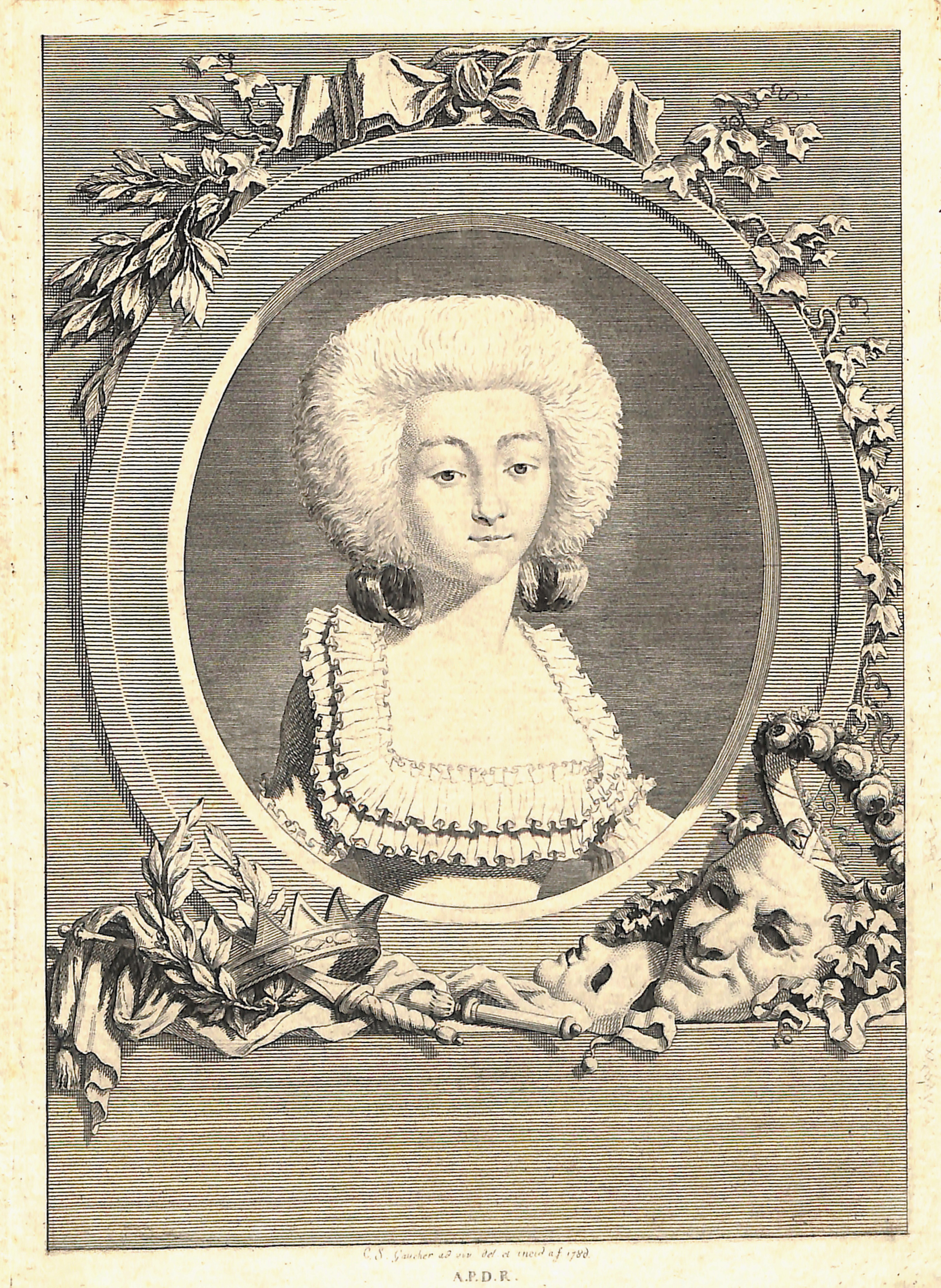
Cécile Caroline Charlotte Vanhove (1770–1860), Stich von Charles Etienne Gaucher aus dem Jahr 1786.

Die junge Frau, die als schön und blond beschrieben wird, heiratete, kaum 15 Jahre alt, im Jahr 1786 Louis-Sébastien-Olympe Petit, Mitglied des Orchesters der Comédie-Française. In dieser Zeit machte sich Charlotte unter dem Namen Madame Petit einen Namen im Theater. Die Ehe wurde am 26. April 1794 wieder geschieden.
Während der Revolution wurde sie in der Nacht des 2. September 1793 als „Verdächtige“ verhaftet, zusammen mit 12 anderen Schauspielern der Comédie-Française, die der Monarchie treu geblieben waren, und im Gefängnis Sainte-Pélagie inhaftiert, weil sie eine Theateraufführung aufgeführt hatte, die als aufrührerisch galt: Paméla. 5 Monate später wurde sie entlassen und nahm die Schauspielerei wieder auf.
Dann lernte sie den Tragödien François-Joseph Talma kennen, einen der berühmtesten Schauspieler seiner Zeit und der Ehemann der Tänzerin Louise Julie Careau, die unter dem Namen Julie Talma auftrat. Er lebte ein großzügiges Leben mit dem Einkommen seiner Frau, die seine Kosten übernehmen musste. Die beiden Schauspieler mochten sich und begannen schnell ein gemeinsames Leben. Julie, erschöpft, gedemütigt und halb ruiniert, akzeptiert die Scheidung. Die Trennung zwischen Julie und Talma wurde 1795 offiziell gemacht. Doch erst 1801 ließen sie sich einvernehmlich scheiden, da Julie den Namen des Schauspielers bis dahin behalten wollte.
Am 16. Juni (oder Juli) 1802 heirateten sie schließlich und Vanhove folgte ihm 15 Jahre lang auf seinen Tourneen und nahm an den jeweiligen Häusern ebenfalls ein Engagement an. Ab diesem Zeitpunkt nannte sie sich Madame Talma. Ihr Repertoire war breit und reichte von tragischen Hauptrollen bis zu koketten Figuren in Komödien. So prägte sie in ihrer über 30-jährigen Karriere zahlreiche Hauptrollen in einer Vielzahl von Bühnenstücken.
Die Schwierigkeiten des Ehelebens – Talma lebte 12 Jahre offen mit Madeleine-Jacqueline Bazire/Bazile zusammen und hatte 1812 in Aix-en-Savoie eine kurze Affäre mit Pauline Bonaparte. – sowie der Mangel an persönlichem Erfolg, den sie immer im Schatten der großen Tragödien hatte, veranlassten sie, 1811 die Bühne zu verlassen und sich fortan der Zeichnung, Malerei und Literatur zu widmen. Das Paar trennte sich 1815, ließ sich aber nicht scheiden. François-Joseph Talma starb am 19. Oktober 1826 und nach seinem Tod half sie auch finanziell bei der Erziehung seiner drei Söhne von Madeleine-Jacqueline Bazile.
Am 31. Mai 1828 heiratete sie den Witwer und langjährigen Freund namens Jacques-Antoine-Auguste Chalot (* 5. Mai 1771 – † 7. Januar 1848), Oberstleutnant der Kavallerie und Offizier der französischen Ehrenlegion, einen holländischen Soldaten aus dem Süden der Niederlande.
Sie besuchte auch weiterhin das Theater und begann, ein Leben als Schriftstellerin zu führen. Nach dem Tod ihres Mannes genoss sie häufige Kutschfahrten auf den Champs-Élysées und starb schließlich am 11. April 1860 im Alter von 90 Jahren in ihrem Hôtel particulier in der Rue de Bagneux in Saint-Germain-des-Prés im Arrondissement du Luxembourg. Ihr Grab befindet sich auf dem Cimetière du Montparnasse.

## Veröffentlichungen
- Études sur l’art théâtral. Paris 1835